# 参里山
參里山，又称參山，指是東晉时寶安縣人士黄舒其居住地“参里”旁边的山，現位於中国广东省深圳市宝安区沙井街道沙井中學附近，歷史上此地的「參山喬木」是清期「新安八景」之一。